# Antiphates (Laistrygone)
Antiphates (altgriechisch Ἀντιφάτης Antiphátēs) war in der griechischen Mythologie der König der riesenhaften, menschenfressenden Laistrygonen, deren Land in der Antike häufig auf Sizilien lokalisiert wurde. Laut Dictys Cretensis sei Antiphates ein Sohn des Laistrygon gewesen.
Sieben Tage nachdem Odysseus, der sich auf seiner langwierigen Rückreise von Troja in seine Heimat Ithaka befand, den Gott der Winde, Aiolos, verlassen hatte, landete er bei der Stadt der Laistrygonen, Telepylos. Drei Männer schickte er als Kundschafter los. Diese trafen unweit der  Stadt auf die Tochter des Antiphates, als diese gerade Wasser an der Quelle Artakie schöpfte. Das Mädchen geleitete Odysseus’ Männer zum Palast seines Vaters. Dort trafen sie zunächst nur die Frau des Königs an, die ihren Gatten aus einer Versammlung holte. Antiphates verschlang sofort einen der Kundschafter, die anderen flohen zu den Schiffen. Die vom Gebrüll ihres Königs alarmierten Laistrygonen warfen riesige Steine von oben herab auf jene elf Schiffe von Odysseus’ Flotte, die in den Hafen von Telepylos gesegelt waren. Danach fraßen die Riesen die Mannschaften der zerstörten Schiffe auf. Nur mit seinem eigenen Schiff konnte Odysseus entkommen, weil er es außerhalb der engen Hafeneinfahrt an einem Felsen vertäut hatte.
Der römische Satirikendichter Juvenal gibt an, dass der Name Antiphates sprichwörtlich für einen Wüterich gebraucht wurde.